# Rio Călmăţui (Siret)
O Rio Călmăţui é um rio da Romênia, afluente do Rio Siret, localizado no distrito de Galaţi.